# 朱邦楨
朱邦楨（16世紀—1645年），字道賢，號恬宇，蘇州府長洲縣人，明朝、南明政治人物。

## 生平
朱邦楨是萬曆十九年（1591年）應天鄉試舉人，萬曆三十二年（1606年）成進士，獲授新淦知縣，提出容許船戶解除當地民困，擒拿大盜數十人，又修建便民倉、鑿桂湖便利民眾。同時他和當地諸生談論經義，著有《金川會課集》，之後遷任大理寺右評事；三十九年升右寺副，四十一年升夔州知府，四十八年升廣西副使，本年养病。弘光年間出任廣西副使，南京失陷後與申紹芳、郭忠同期去世。

## 家族
曾祖朱鴻漸，福建右布政使。祖父朱承烈，南京兵馬指挥。父朱應鯉，國子生。

## 引用
1. ↑  《万历三十二年甲辰科进士履历便览》：朱邦桢（朱邦禎） - 號恬宇，吴縣人。辛未十月初八日生，辛卯科，礼部政，乙巳授新淦知县，庚戌升大理寺右評事，辛亥升右寺副，癸丑升夔州知府，庚申升廣西副使，本年养病。
2. 1 2  錢海岳《南明史·卷三十一·列傳第七》：南京亡後，（申紹芳）與郭忠宁、朱邦楨先後卒……邦楨，字恬宇，萬曆三十二年進士。廣西副使。皆長洲人。
3. ↑  同治《蘇州府志·卷六十一·選舉三》：萬曆十九年辛卯科（舉人） 解元汪鳴鸞，婺源人 吳 朱邦楨 見進士
4. ↑  《南國賢書》作朱邦禎。
5. ↑  同治《蘇州府志·卷八十一·人物八》：朱邦楨，字恬宇，萬曆甲辰進士。知新淦縣，邑素瘠疲運，乃條陳船戶代解民困。以蘇擒巨盜數十人，修便民倉，鑿桂湖，民大賴之。日進諸生談說經義，有《金川會課集》，遷大理評事。 《江西通志》。按乾隆志選舉有萬曆甲辰進士朱邦楨，字違賢，廣西副使。